# 헨드릭 로런츠
헨드릭 안톤 로런츠(네덜란드어: Hendrik Antoon Lorentz, 1853년 7월 18일 ~ 1928년 2월 4일)는 네덜란드의 물리학자이다. 레이던 대학교에서 공부하고, 1878년 같은 대학 교수가 되었다. 그는 원자론을 전자기론에 도입한 '로런츠의 전자론'을 세웠다.
제임스 클러크 맥스웰의 전자기학 이론을 발전시켜, 물질을 하전 입자의 집합이라고 생각하는 전자론에 기반하여 광학·전자기 분야의 다양한 현상을 설명해, 전자가 실제로 존재하는 입자라는 사실을 확고히 했다. 전자론으로 제이만 효과를 이론적으로 설명해 낸 것은 그의 가장 대표적인 업적이다. 또, 하전 입자가 전기장이나 자기장 안에서 받는 힘의 공식을 유도하는데 이 힘은 오늘날 로런츠 힘으로 불린다.
투명체의 굴절 비율과 밀도와의 관계를 밝히는 한편, 전자기학의 기초 방정식을 세웠다. 그는 또 운동하는 물체의 전자기적·광학적 현상을 설명한 '로런츠 단축'을 정의했다. 이 외에도, 마이컬슨-몰리 실험의 결과를 통해 조지 피츠제럴드와 독립적으로 로런츠-피츠제럴드 수축의 가설을 제창하였고, 이를 발전시켜 로런츠 변환을 도출한 것으로도 알려져 있다. 이 변환식은 아인슈타인의 특수 상대성 이론과 수학적으로 동일한 모양을 하고 있어, 상대성 이론에서도 그대로 "로런츠 변환"이라는 이름이 쓰이고 있다. 이런 이유로 로런츠는 앙리 푸앵카레 등과 함께 상대성 이론에 근접했던 과학자 중 한 명으로 여겨진다.
1896년에 제이만 효과의 이론을 세워 빛을 내는 입자가 전자인 것을 밝혀냄으로써 1902년 〈방사에 대한 자기장의 영향의 연구〉로 제자 피터르 제이만과 함께 노벨 물리학상을 받았다.

## 같이 보기
- 로런츠 변환
- 로런츠 힘
- 동시성의 상대성
- 로런츠 인자